# WeWork

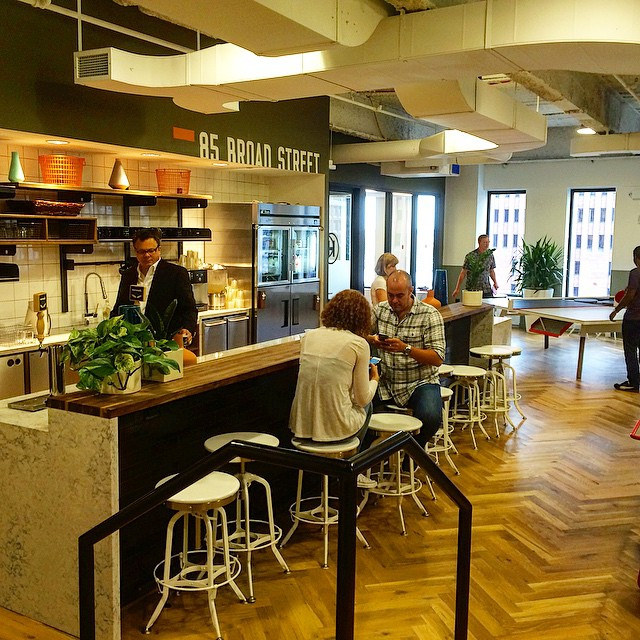
纽约WeWork厨房

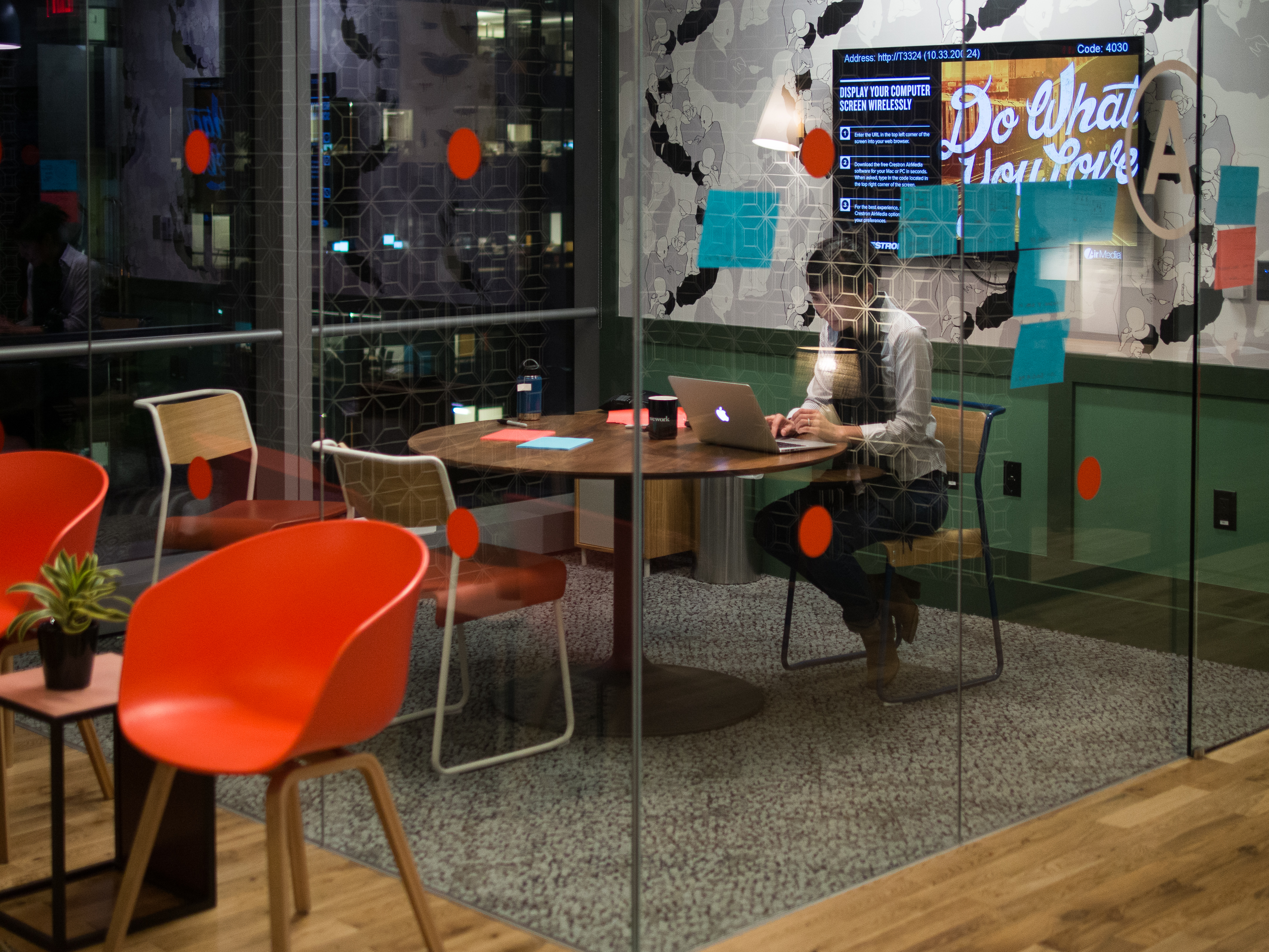
旧金山WeWork会议室

WeWork 是一家美国共用工作空间供应商。

## 历史
2010年成立于美国纽约，主要是为初创公司、微商企业、自由职业企业家提供办公场所。也是共用工作空间运营模式的创始者。 公司目前估值200亿美元，拥有1000万平米的办公场所空间。2016年进入中国，在上海开业运营了第一家在华共用工作空间。2018年4月11日宣布将以25亿元人民币收购同类竞争企业裸心社，以加快其在华商业扩张布局。2018年在全球21个国家，超过71个城市拥有230个办公地点，注册会员达到21万。
2019年10月24日軟銀集團與WeWork達成注資協議，軟銀將向WeWork追加50.5億美元新融資方案包括11億美元優先擔保票據、22億美元無擔保票據和17.5億美元信用證融資和以每股19.19美元的價格向全體非軟銀股東發起總價最多30億美元的收購要約，同時加快兌現2020年4月到期的的15億美元注資方案，上述行動完成後，軟銀將取得WeWork約80%股份。
2021年1月28日，媒體報導稱，WeWork一直在討論與與Bow Capital和至少一個其他SPAC進行合併而上市。消息人士稱，WeWork數週以來一直在討論與Bow Capital和至少一個其他SPAC合併。消息人士說，WeWork的估值可能約為100億美元（這家辦公室共享公司曾於2019年的嘗試以估值470億美元進行IPO但最終失敗 ）。 
2021年3月25日，Wework與特殊目的收購公司BowX Acquisition Corp.(NASDAQ:BOWX)宣布雙方已經達成最終合併協議，對公司估值為90億美金。
2023年11月，WeWork已根据《美国破产法第十一章》向新泽西州一家法院申请破产保护。根据法庭文件，WeWork的债务估计在100亿至500亿美元之间。该公司还在加拿大根据《Companies' Creditors Arrangement Act》的第四部分在加拿大提起了承认程序。而美国和加拿大以外的其他办公地点以及 WeWork加盟商則不在破产程序之列。公司股票已退市。

## 中國地区入驻城市
- 香港（WeWork在香港曾設有最多12個共享辦公室，地點包括：中環皇后大道中9號、灣仔萬通保險大廈、西營盤新街、銅鑼灣利園一期、銅鑼灣TOWER 535、鰂魚涌太古灣道14號及觀塘Two Harbourt Square等。[10]）
- 北京
- 上海
- 广州
- 深圳
- 南京
- 苏州
- 杭州
- 武汉
- 成都
- 西安